# Loucká obora
Loucká obora är ett naturreservat i Tjeckien.  Det ligger i regionen Södra Mähren, i den östra delen av landet, 160 km öster om huvudstaden Prag.